# Josep Colomer Ametller
Josep Colomer Ametller (Vidreras, 1905 - Barcelona, 1998) fue un empresario  español. Se inició como peluquero y después fundó una empresa de cosmética y de belleza que con el tiempo se convertiría en la multinacional Colomer Group.

## Biografía
Josep Colomer se hizo aprendiz de peluquero con Joan Casellas, de Vendrell. Con dieciocho años fue a París, donde montó una peluquería de lujo en la rue Scriba. Volvió a Cataluña para casarse con Anna Casellas, la hija de su maestro, e inauguró una nueva peluquería en las Ramblas de Barcelona.
Durante la Guerra Civil, la empresa es colectivizada por orden de Josep Tarradellas. El sindicato anarquista FAI encarcela a Colomer en el castillo de Montjuic, reconvertido en una checa de la cual pocos salen con vida. Por fortuna, Josep Colomer consigue la libertad.

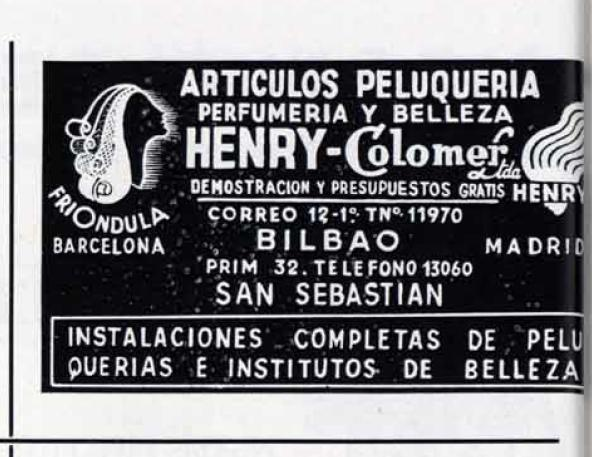
Publicidad de Henry-Colomer

Acabada la Guerra Civil, en 1943 volvió a Barcelona (tras un período de exilio en Chile y Argentina), y decidió crear y desarrollar sus propios productos. Así pues, crea la empresa Colomer Ltda. y pone en marcha su primera fábrica. Durante la década de 1950, la actividad es frenética: crea nuevos productos, marcas de distribución y adelantos tecnológicos. 
La década siguiente, en 1960 continúa su expansión con dos nuevas fábricas y una treintena de sucursales por toda España. Se convierte en la primera empresa peluquera del país y da un salto al extranjero con la adquisición de la Maison Henry de París. Nace así la nueva marca del grupo, Henry-Colomer.
A finales de la década, Carles Colomer, hijo del fundador, pasa a ser el director general.
El 1978, la compañía norteamericana Revlon compra Henry Colomer. De este modo Henry Colomer consiguió presencia en todo el mundo.
El año 2000, la familia Colomer, junto con la sociedad de inversiones CVC, compra a nivel mundial el negocio de productos profesionales de Revlon y nace The Colomer Group. Josep Colomer no fue testigo de la empresa que había creado, murió el 12 de noviembre de 1998.